# Attila Vári
Attila Vári (Budapeste, 26 de fevereiro de 1976) é um jogador de polo aquático húngaro, tricampeão olímpico.

## Carreira
Attila Vári fez parte do elenco campeão olímpico de 2000, 2004.